# Noord/Tanki Leendert
Noord/Tanki Leendert – jeden z ośmiu regionów (regio) w północnej części kraju autonomicznego Aruba, należącego do Holandii, w Ameryce Południowej. 1 stycznia 2020 r. liczył 24 193 mieszkańców. Pod względem liczby mieszkańców jest największym regionem w kraju.

## Podział administracyjny
W skład regionu wchodzi sześć stref (zone)
- 1.11 Palm Beach/Malmok
- 1.12 Washington
- 1.13 Alto Vista
- 1.14 Moco/Tanki Flip
- 1.15 Tanki Leendert
- 1.16 Noord Other

## Demografia
Region liczy 24 193 mieszkańców (1 stycznia 2020), co stanowi 22,4% całej populacji kraju.
| Kobiety | Mężczyźni |
| ------- | --------- |
| 11 620  | 12 573    |